# Monnina subspeciosa
Monnina subspeciosa är en jungfrulinsväxtart som beskrevs av Chod.. Monnina subspeciosa ingår i släktet Monnina och familjen jungfrulinsväxter. Inga underarter finns listade i Catalogue of Life.